# Agar dans le désert (Corot)
Pour les articles homonymes, voir Agar dans le désert.
Agar dans le désert est une peinture à l'huile sur toile réalisée en 1835 par l'artiste français Camille Corot. Elle fait partie de la collection du Metropolitan Museum of Art, à New York.

## Épisode biblique
Agar, servante égyptienne de Sarah, la femme d'Abraham, est la mère d'Ismaël, le premier fils d'Abraham. Parce que sa femme, Sarah, était âgée et stérile, Abraham a engendré un fils, Ismaël, avec Agar. Plus tard, lorsque Sarah a donné naissance à son propre fils, Isaac, elle ne veut pas qu'Ismaël hérite avec lui, et elle fait chasser Agar et Ismaël dans le désert de Beersheba.
Abraham est attristé par la demande de sa femme, Ismaël étant son fils. Dieu parle à Abraham et lui demande de respecter la demande de Sarah ; Agar et Ismaël sont chassés par Abraham. Munis de pain et d'une outre d'eau qu'Abraham leur a donnés, ils errent dans le désert de Beer-Sheva. Lorsque l'outre est vide, Agar pose son enfant sous un arbuste, puis s'en éloigne pour ne pas assister à sa mort et sanglote. Dieu entend et voit la détresse d'Agar. Il envoie son ange pour la rassurer et lui fait voir un puits, dans lequel elle remplit l'outre qui sauve Ismaël.

## Description
La peinture représente Agar alors qu'elle vient de déposer son fils dans le désert. Plus précisément, l'œuvre dépeint le moment où Agar et son fils Ismaël font l'expérience du salut divin, représenté par un ange au fond en haut de la peinture. Une grande partie du paysage est dérivée des études antérieures de Corot sur la nature.
L'œuvre, présentée au Salon de 1835, est la plus ancienne des quatre grandes peintures bibliques ambitieuses que Corot a exposées dans les années 1830 et 1840.